# Дајмонд Спрингс (Калифорнија)
Дајмонд Спрингс (енгл. Diamond Springs) насељено је место без административног статуса у америчкој савезној држави Калифорнија.

## Демографија
По попису из 2010. године број становника је 11.037, што је 6.149 (125,8%) становника више него 2000. године.
| Група             | 2000.         | 2010.         |
| Белци             | 4.260 (87,2%) | 9.025 (81,8%) |
| Афроамериканци    | 5 (0,1%)      | 39 (0,4%)     |
| Азијати           | 24 (0,5%)     | 110 (1,0%)    |
| Хиспаноамериканци | 416 (8,5%)    | 1.377 (12,5%) |
| Укупно            | 4.888         | 11.037        |